# دره فولادی

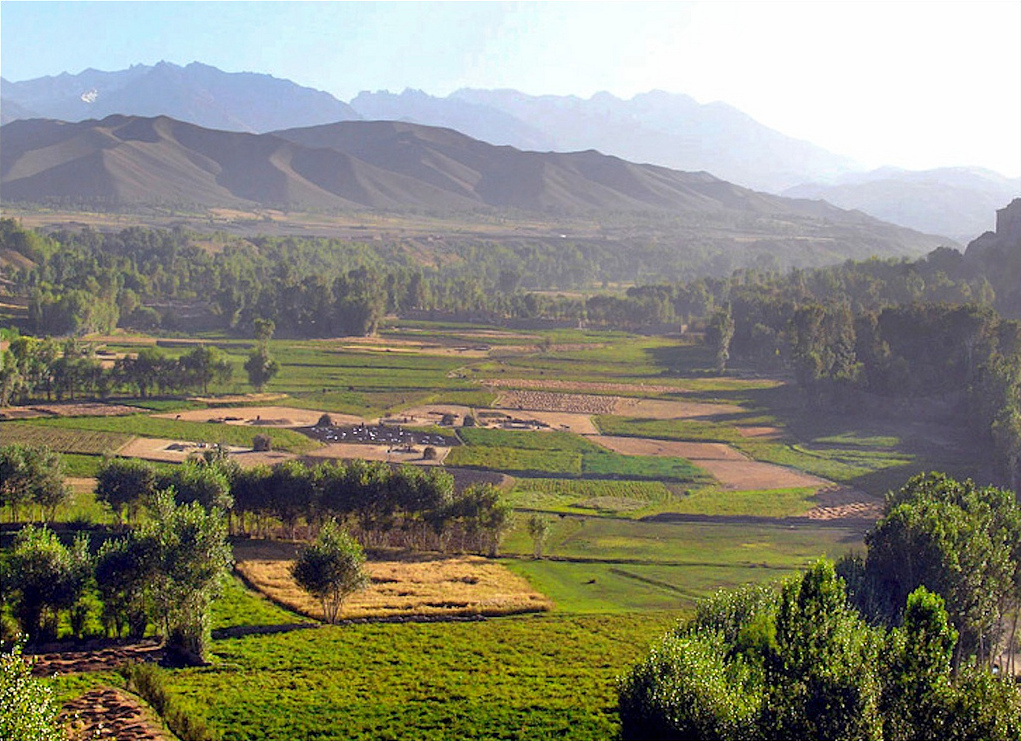
نمایی از درهٔ فولادی

دره فولادی یک دره و منطقهٔ مسکونی در مرکز افغانستان است که در ولایت بامیان و در ۱۳۰ کیلومتری غرب ولایت کابل واقع شده است.

## جمعیت‌شناسی
هزاره‌ها بیشترین جمعیت این ناحیه را تشکیل می‌دهند.